# Staranzano
Staranzano (Staransàn in dialetto bisiaco e in friulano, Štarancan in sloveno) è un comune italiano di 7 139 abitanti del Friuli-Venezia Giulia. Fa parte della Bisiacaria.

## Geografia fisica
Anche se molto condizionata dal comune confinante di Monfalcone, Staranzano, rispetto alle città più a sud del Friuli-Venezia Giulia, risulta molto meno trafficata e più tranquilla. Presenta molte aree aperte anche con campi coltivati, soprattutto verso i comuni di Ronchi dei Legionari e San Canzian d'Isonzo.
È uno degli otto comuni appartenenti alla Bisiacaria, al terzo posto per numero di abitanti e superficie.

## Storia
Staranzano, già esistente in epoca romana come antico borgo rurale, fu successivamente alle dipendenze dalle due podestarie di Monfalcone e San Pier d'Isonzo. Nel 1848, in seguito ai moti di Vienna, ottenne l'indipendenza comunale. In seguito ebbe problemi economici e chiese l'aggregazione a Monfalcone, dalla quale si staccò definitivamente nel 1907, con decreto dell'imperatore Francesco Giuseppe.

### Simboli
Lo stemma e il gonfalone sono stati concessi con decreto del presidente della Repubblica dell'8 agosto 1975.
Lo stemma comunale è partito d'argento e di rosso, all'albero di bagolaro, nodrito sulla collina di verde, con un falco nero posato sulla cima.
Quest'ultimo purtroppo è un falso storico, il falco non fu mai presente nel gonfalone originale del paese, fu causato dal fatto che durante lo studio araldico mentre si stava analizzando un timbro presente in un verbale di leva del 1922 la cima dell'albero fu confusa per un volatile che dati gli anni di aggregazione a Monfalcone non poteva essere altro che un falco.
Il gonfalone è un drappo partito di rosso e di bianco.

## Monumenti e luoghi d'interesse
- Chiesa dei Santi Pietro e Paolo, costruita nel 1921 in seguito alla distruzione della precedente chiesetta seicentesca, avvenuta durante la prima guerra mondiale.
- Il simbolo del paese, che compare anche nello stemma, è il Bobolar: un grande albero di bagolaro (in linneano celtis australis, in bisiàc bobolar), messo a dimora nella piazza nel 1872.
- La Riserva Naturale Foce dell'Isonzo che si sviluppa su un territorio compreso nei comuni di Staranzano, San Canzian d’Isonzo, Fiumicello e Grado e copre una superficie di 2.338 ettari, 1.154 dei quali in ambiti marini. Costituita nel 1996, coincide in larga parte con la ZSC/ZPS “Foce dell’Isonzo – Isola della Cona” IT3330005.

Staranzano presenta molti istituti scolastici, di tutti i gradi. Ha un asilo nido, una scuola materna, un istituto per l'istruzione di primo grado, un istituto per l'istruzione di secondo grado e una scuola superiore.

## Società

### Evoluzione demografica
Abitanti censiti

### Etnie e minoranze straniere
Secondo i dati ISTAT al 31 dicembre 2023 la popolazione straniera residente era di 497 persone. Le nazionalità maggiormente rappresentate in base alla loro percentuale sul totale della popolazione residente erano:
- Romania 113
- Macedonia 61
- Bangladesh 51
- Croazia 49
- Albania 44
- Bosnia ed Erzegovina 32

### Lingue e dialetti
Oltre alla lingua italiana, nel territorio di Staranzano, è parlato il dialetto bisiaco.

## Economia
L’agricoltura è praticata con successo grazie alle favorevoli caratteristiche del terreno, che consentono proficue coltivazioni di cereali, foraggi, ortaggi, frutta e vite; si allevano bovini, suini, caprini, equini e avicoli. L’industria è costituita da numerose aziende che operano nei comparti alimentare, cantieristico, edile, elettronico e metalmeccanico.

## Cultura

### Eventi
- Festa dei Santi Pietro e Paolo, festa paesana in onore dei santi patroni che si svolge tra fine giugno ed inizio luglio.
- Sagra de le Raze, tradizionale sagra paesana che si svolge da più di duecento anni nel centro di Staranzano da fine agosto ad inizio settembre.[10]

## Amministrazione

### Sindaci dal 1995
| Periodo          | Periodo          | Primo cittadino    | Partito                 |  | Carica  | Note |
| ---------------- | ---------------- | ------------------ | ----------------------- |  | ------- | ---- |
| 23 aprile 1995   | 13 giugno 1999   | Giorgio Nogherotto | sinistra                |  | Sindaco |      |
| 13 giugno 1999   | 13 giugno 2004   | Giorgio Nogherotto | sinistra                |  | Sindaco |      |
| 13 giugno 2004   | 19 dicembre 2006 | Lorenzo Presot     | Democratici di Sinistra |  | Sindaco |      |
| 19 dicembre 2006 | 7 maggio 2014    | Lorenzo Presot     | Partito Democratico     |  | Sindaco |      |
| 7 maggio 2014    | 26 maggio 2019   | Riccardo Marchesan | Partito Democratico     |  | Sindaco |      |
| 26 maggio 2019   | 9 giugno 2024    | Riccardo Marchesan | Partito Democratico     |  | Sindaco |      |
| 9 giugno 2024    | in carica        | Marco Fragiacomo   | Patto per l'Autonomia   |  | Sindaco |      |

### Gemellaggi
- Ranziano, dal 1977